# Phước Trung, Bác Ái
Phước Trung là một xã thuộc huyện Bác Ái, tỉnh Ninh Thuận, Việt Nam.

## Địa lý
Xã Phước Trung nằm ở phía đông nam huyện Bác Ái, có vị trí địa lý:
- Phía đông giáp huyện Thuận Bắc
- Phía tây giáp huyện Ninh Sơn
- Phía nam giáp thành phố Phan Rang – Tháp Chàm và các huyện Ninh Sơn, Ninh Hải
- Phía bắc giáp các xã Phước Chính và Phước Thành.

Xã có diện tích 119,49 km², dân số năm 2019 là 2.635 người, mật độ dân số đạt 22 người/km².

## Lịch sử
Trước đây, Phước Trung là một xã thuộc huyện Ninh Sơn.
Ngày 6 tháng 11 năm 2000, huyện Ninh Sơn được chia thành hai huyện Ninh Sơn và Bác Ái, xã Phước Trung chuyển sang trực thuộc huyện Bác Ái như hiện nay.